# Enrique Hernandez, Jr.
Enrique "Rick" Hernandez, Jr., född 2 november 1955, är en amerikansk företagsledare som är styrelseordförande för den globala snabbmatskedjan McDonald’s Corporation sedan den 26 maj 2016 när han efterträdde Andrew J. McKenna på posten. Han är också styrelseordförande, president och vd för säkerhetsföretaget Inter-Con Security Systems, Inc., utöver det är Hernandez också ledamot för universitetet University of Notre Dame (1997–), banken Wells Fargo & Company (2003–) och petroleumbolaget Chevron Corporation (2008–). Han har tidigare varit ledamot (1997–2017) och styrelseordförande (2006–2016) för varuhuskedjan Nordstrom, Inc.
Han avlade en kandidatexamen i statsvetenskap och nationalekonomi vid Harvard University och en juris doktor vid Harvard Law School.